# Горючка (станция)
Горючка — станция Приволжской железной дороги на 49,8 км железнодорожной линии Саратов — Петров Вал (линия электрифицирована). Находится в одноимённом населённом пункте Горючка.

## История
Образована в 1942 году, во время Великой Отечественный войны, в ходе строительства Волжской рокады.

## География
Участок: Саратов-II-Товарный — Петров Вал
Расстояние до узловых станций (в километрах): Саратов II-Товарный — 50, Петров Вал — 151.
Соседние станции (ТР4): 620885 44 км и 621159 52 км

## Пригородное сообщение по станции
| № поезда | Маршрут движения  | № поезда | Маршрут движения  |
| -------- | ----------------- | -------- | ----------------- |
| 6304     | Аткарск — Карамыш | 6316     | Тарханы — Карамыш |